# El Triunfo (Tapachula)
El Triunfo es una localidad del estado mexicano de Chiapas. Es parte del municipio de Tapachula.

## Demografía
| Gráfica de evolución demográfica |
|                                  |

| Censo | Población |
| ----- | --------- |
| 1940  | 302       |
| 1950  | 399       |
| 1960  | 601       |
| 1970  | 559       |
| 1980  | 533       |
| 1990  | 819       |
| 2000  | 790       |
| 2010  | 978       |
| 2020  | 1 027     |